# Zorkij (fényképezőgép)

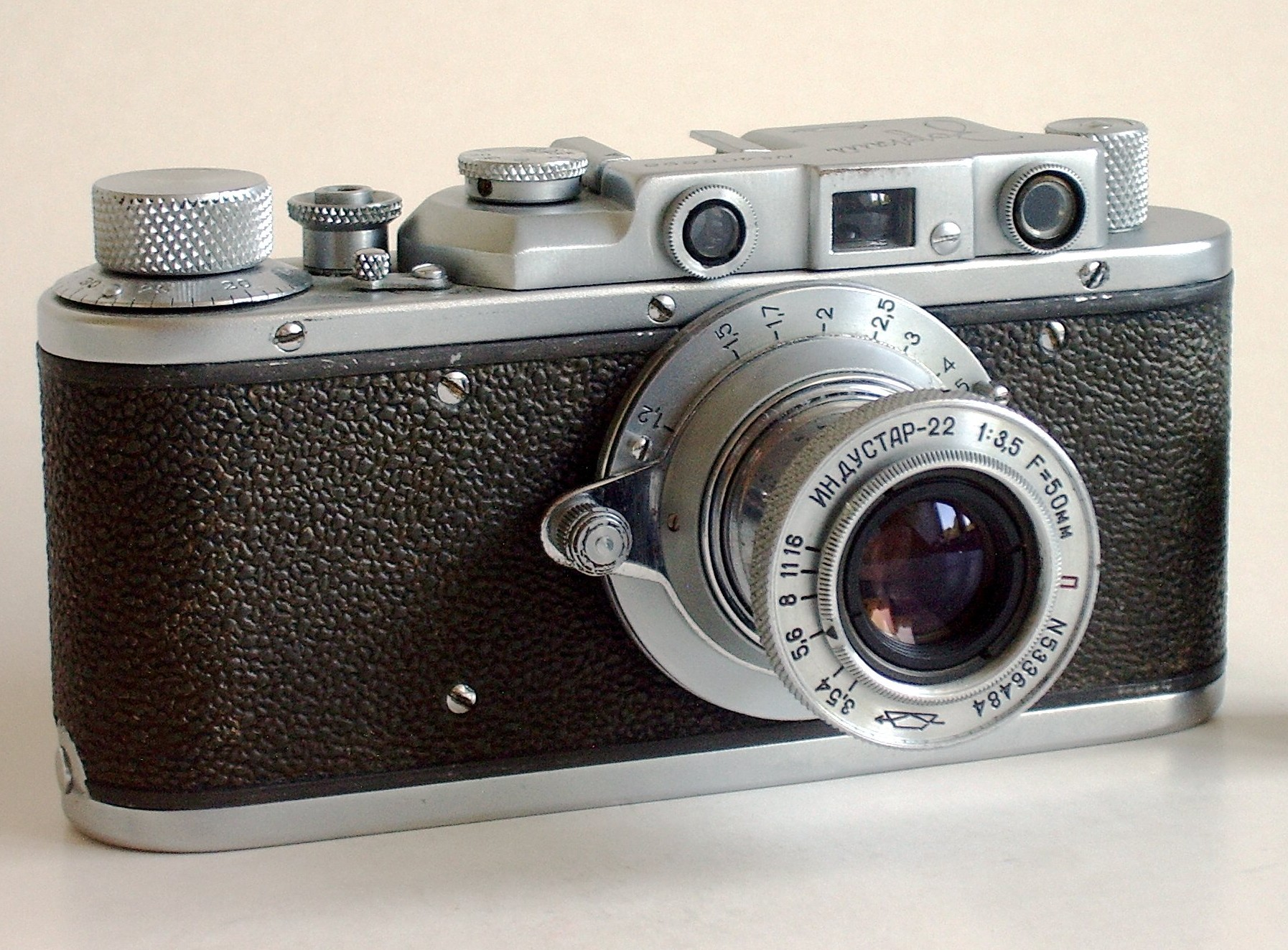
Az első Zorkij modell 50 mm-es Indusztar–22-es objektívvel

A Zorkij (cirill betűkkel: Зоркий) szovjet fényképezőgép-márka, illetve gépcsalád, melyet a Krasznogorszki Mechanikai Üzem (KMZ) gyártott 1948–1988 között. A 135-ös formátumú fényképezőgépek legfőbb jellemzője a redőnyzár és távmérő alkalmazása volt. A Zorkij név a KMZ második világháború alatt használt távirati címéből ered. Külföldön latin betűs átírással Zorki márkanéven forgalmazták.

## Története
Az 1942-ben létrehozott Krasznogorszki Mechanikai Üzem a második világháború alatt kizárólag hadiipari termékeket gyártott. Fő gyártmányai az optikai távmérők, harckocsikban használt figyelőműszerek, célzóberendezések voltak. A háború után a vállalatnál a polgári termékek gyártása is elkezdődött. A fényképezőgépek gyártásának alapja a Németországból a Szovjetunióba szállított szerszámgépek, technológiai leírások, valamint német szakemberek voltak. Az üzem emellett megkapta a harkivi FED üzemben 1934 óta a német Leica II másolataként gyártott FED fényképezőgépek gyártási dokumentációját is. Ezt a modellt kezdte el gyártani a Krasznogorszki Mechanikai Üzem 1948-ban. Az első modelljét a KMZ kezdetben még FED típusjellel gyártotta, bár a gépen már a KMZ emblémája szerepelt. Hamarosan bevezették a Zorkij márkanevet, a fényképezőgép pedig a FED 1948 Zorkij nevet kapta, majd 1950-től a Zorkij típusnevet használták.  A gyár a Zorkij nevet a később modelljeihez is megtartotta, egy kivételével valamennyi távmérős gépéhez a KMZ ezt a nevet használta. A Zorkij alumínium vázát 1952-ig – a FED-hez hasonlóan – préseléssel állították elő, majd áttértek a precíziós öntésre. Az első Zorkij modell sorozatgyártásával 1956-ban álltak le. Összesen 835 502 darabot állítottak elő belőle. 

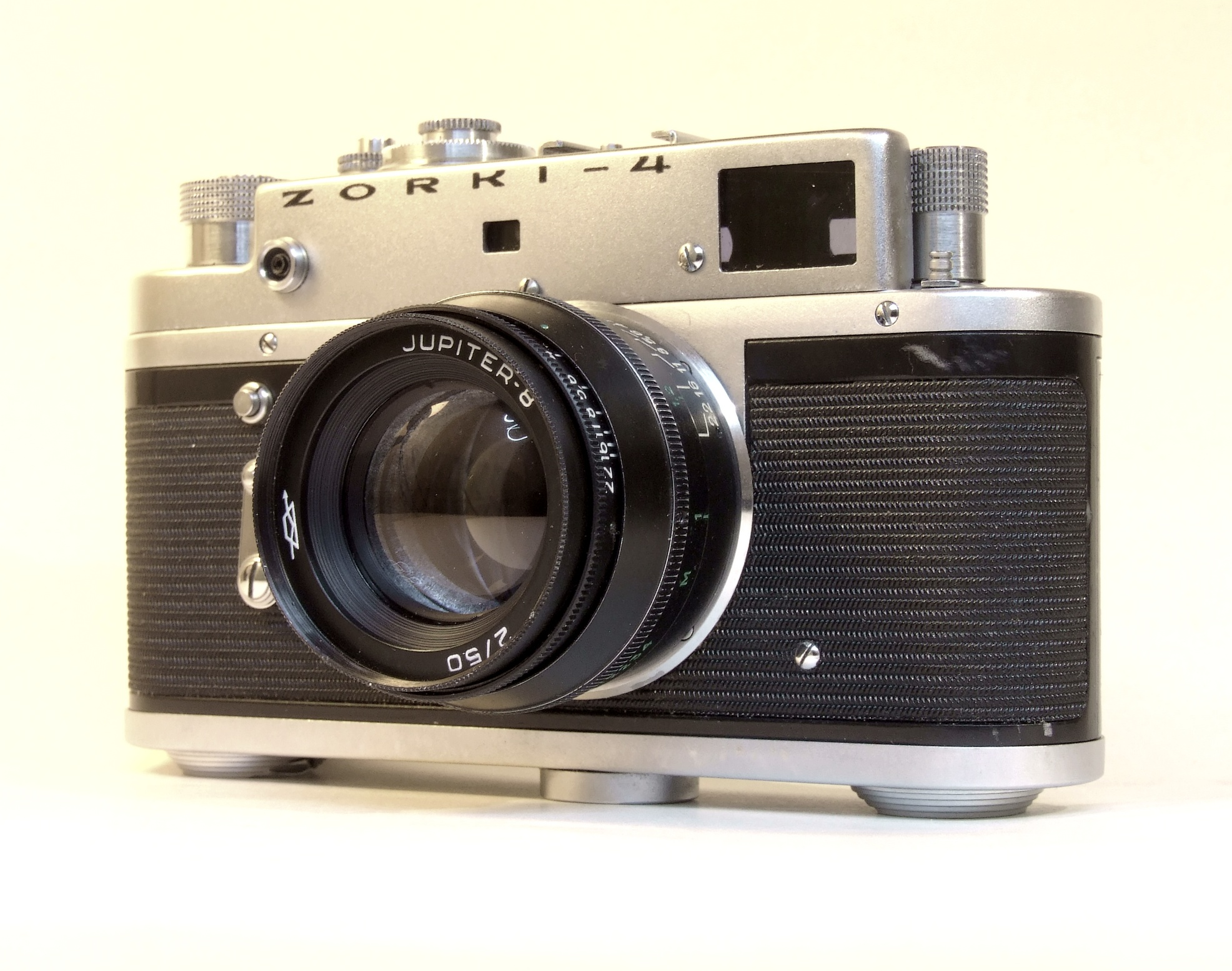
A Zorkij család legnépszerűbb tagja, a Zorkij–4-es modell

1951–1956 között gyártották a Zorkij–3-as modellt, amely a korai Zorkij modellen alapult, de az 1950-ben megjelent német Leica III konstrukciós megoldásait is figyelembe vették. Továbbfejlesztett változata az 1954–1956 között gyártott Zorkij–3M volt, illetve ennek vakuszinkronnal ellátott változata, az 1955–1956 között gyártott Zorkij–3SZ volt. 
1954-ben jelent meg az első Zorkij modellen alapuló Zorkij–2, amelyet önkioldóval láttak el. Egy évvel később, 1955-ben vezették be a vakuszinkronnal ellátott Zorkij–SZ modellt, majd 1956-ban jelent meg az önkioldóval és vakuszinkronnal is rendelkező Zorkij–2SZ.
A Zorkij–3SZ továbbfejlesztett változata volt a Zorkij–4, amely a Zorkij gépcsalád legnagyobb példányszámú és legsikeresebb modelljének tekinthető. Manuális önkioldóval látták el. Jupiter–8 és Indusztar–50-es objektívvel is forgalmazták. 1956–1973 között gyártották és 1 715 677 darab készült belőle. Ez volt az első olyan Zorkij modell, melyet nagy mennyiségben exportáltak, többek között Nyugat-Európába is. Zorkij Mir néven olcsóbb változatát is gyártották 1959–1961 között.
Az első Zorkij modellek utódaként készült az alacsonyabb árfekvésű Zorkij–5-ös gép. Ez a keresőt leszámítva szerkezetileg alapvetően megegyezett a Zenyit–3-as tükörreflexes géppel. A Zorkij–5-t rövid ideig, 1958–1959 között gyártották. A Zorkij–5-t követte a szintén olcsóbb gépnek szánt Zorkij–6 1959-től. A Zorkij–6-nak és a Zorkij–5-nek a váz felső burkolata megegyezett, így a két gép külsőre ugyanúgy nézett ki, de a Zorkij–6 több funkcióval volt ellátva. Ez a gép szerkezetileg a Zenyit–3M-hez állt közel. A Zorkij–6-t 1966-ig gyártották. A Zorkij–6 volt a külön keresővel és hagyományos optikai távmérővel ellátott, még a FED, illetve a Leica II alapjain készült gépcsalás utolsó tagja.

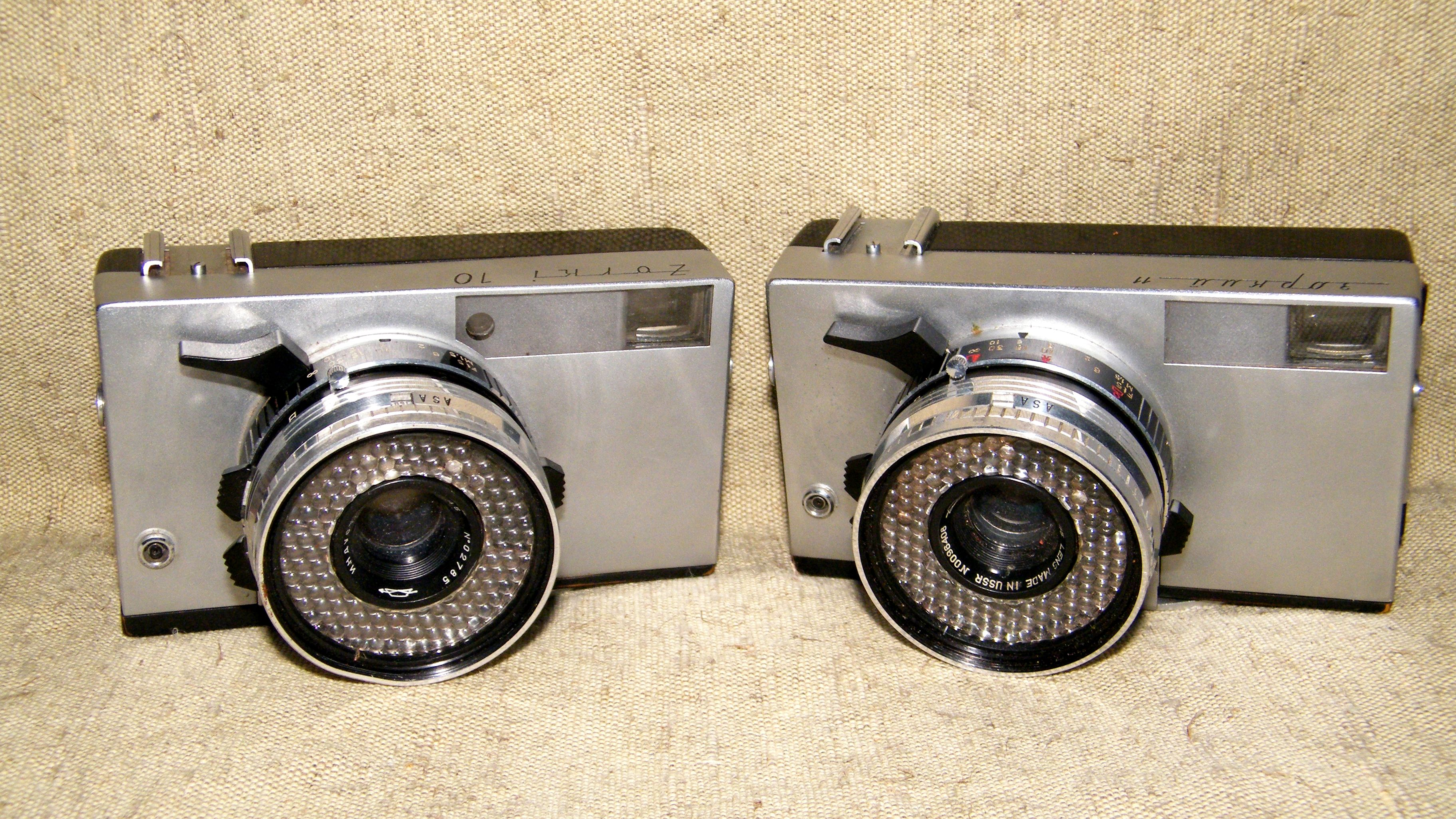
A Zorkij–10 (balra) és a Zorkij–11 fényképezőgép

1960-ban jelent meg a népszerű Zorkij–4 felváltására tervezett Drug fényképezőgép, amely Zorkij–7 jelzéssel is ismert. Modernebb megjelenést kapott és szerkezetileg is modernizálták. Ergonómiailag azonban kedvezőtlenebb volt a Zorkij–4-nél és az ára is magasabb volt. Emiatt mindössze két évig, 1962-ig gyártották. Az utódjának szánt Drug–2 pedig sorozatgyártásba sem került.
1964-ben egy teljesen új konstrukcióval jelent meg a KMZ. A Zorkij–10 és Zorkij–11 automata fényképezőgép volt, nem cserélhető objektívvel és központi zárral. A két modell a Ricoh Auto 35 és Ricoh Auto35V utánzatának tekinthető. A fő különbség a két Zorkij modell között, hogy a Zorkij–10-es távmérős, míg a Zorkij–11-es távmérő nélküli, skálás élességállítással rendelkező fényképezőgép. Az automata üzemmódot szelén alapú fénymérő biztosította. A Zorkij–10-est 1977-ig, a Zorkij–11-est 1967-ig gyártották.
A Zorkij–10 alapjain, annak alkatrészeit felhasználva készült a gépcsalád utolsó tagja, a Zorkij–12-es. Ez hagyományos 35 mm-es filmre fényképező ún. feles képméretű (18×24 mm) automata gép volt manuális élességállítással. A fényképezőgéphez az Agfa által kifejlesztett Rapid gyorstöltő filmkazettás rendszert használták. Csak rövid ideig, 1967–1968 között gyártották.

## Zorkij modellek
- Zorkij (1948–1956)
- Zorkij–3 (1951–1954)
- Zorkij–2 (1954–1956)
- Zorkij–3M (1954)
- Zorkij–SZ (1955–1958)
- Zorkij–2SZ (1955–1960)
- Zorkij–3SZ (1955–1956)
- Zorkij–4 (1956–1973)
- Zorkij–5 (1958–1959)
- Zorkij Mir (1959–1961)
- Zorkij–6 (1959–1966)
- Drug (Zorkij–7) (1960–1962)
- Zorkij–10 (1964–1967)
- Zorkij–11 (1964–1967)
- Zorkij–12 (1967–1968)
- Zorkij–4K (1973–1980)